# Slag bij Champion Hill
De Slag bij Champion Hill vond plaats op 16 mei 1863 in Hinds County, Mississippi tijdens de Amerikaanse Burgeroorlog. Deze slag is ook bekend als de Slag bij Bakers Creek in maakt deel uit van de Vicksburg-veldtocht. Generaal-majoor Ulysses S. Grant versloeg het terugtrekkende Zuidelijke leger van luitenant-generaal John C. Pemberton op 30 km ten oosten van Vicksburg.

## Achtergrond en samenstelling van de legers
Na de bezetting door het Noordelijke leger van Jackson, Mississippi op 14 mei maakten beide bevelhebbers nieuwe plannen. Generaal Joseph E. Johnston trok zijn leger terug via de Canton Road. Hij liet luitenant-generaal John C. Pemberton de Noordelijken aanvallen bij Clinton met 23.000 soldaten. Pemberton en zijn staf vond dit plan te gevaarlijk. Ze beslisten om de spoorweg aan te vallen tussen Grand Gulf en Raymond. Op 16 mei herhaalde Johnston opnieuw zijn bevelen aan Pemberton. Hij was ondertussen al op weg naar de spoorweg. Zijn achterhoede bevond zich op de hellingen van Champion Hill. Hij liet zijn leger rechtsomkeer maken waardoor zijn achterhoede (met bagagetrein) zijn voorhoede werd.

## De slag
Rond 07.00u op 16 mei botsten Noordelijke eenheden op de Zuidelijken. Pemberton stelde zijn leger op in een defensieve linie die 5 km lang was. Zijn slaglinie had een zuidwest-noordoost oriëntatie langs de helling van de heuvel. In het dal lag Jackson Creek.
Pemberton wist in eerste instantie niet dat een van de drie Noordelijke colonnes langs zijn onbeschermde linkerflank marcheerde op de Jackson Road. Pemberton had de brigade van Stephen D. Lee op de heuveltop opgesteld. Daar hadden ze een goed overzicht over de verschillende wegen in de omgeving. Lee zag de vijandelijke colonne en de Noordelijken kregen Lee in het vizier. Pemberton stuurde onmiddellijk versterking naar zijn linkerflank. De Noordelijken stelden hun artillerie en infanterie klaar om aan te vallen.

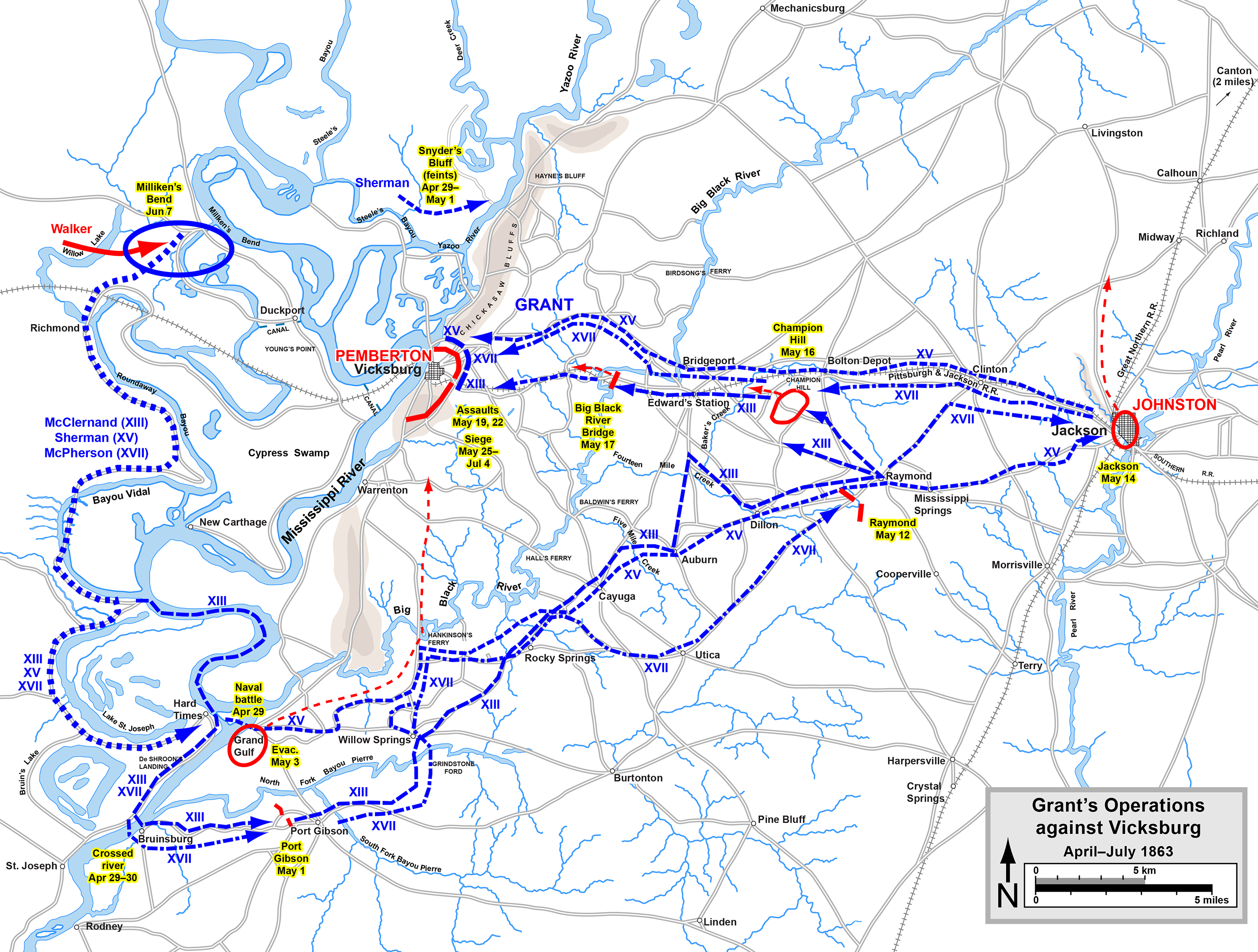
Grants operaties tegen Vicksburg.

Rond 10.00u arriveerde Grant op het slagveld. Hij liet de aanval beginnen. Het korps van John A. McClernand stond opgesteld op de linkerflank en James B. McPherson op de rechterflank. Het korps van William T. Sherman was nog niet ter plaatse. Rond 11.30u rukten de Noordelijken op, bereikten de Zuidelijke slaglinie en joegen ze tegen 13.00u op de vlucht. McPhersons korps rukte verder op. Ze veroverden een strategisch gelegen kruispunt waarbij de ontsnappingsroute voor het Zuidelijke leger afgesneden werd. De divisie van John S. Bowen voerde een tegenaanval uit waarbij de Noordelijken van de heuvel geduwd werden. De Zuidelijken hadden te weinig manschappen om het succes verder op te volgen. Daarom stuurde Pemberton versterkingen van zijn ander flank naar de heuvel. Loring weigerde dit bevel uit te voeren met als excuus dat de Noordelijken ook in zijn sector tot de aanval zouden ovegaan.
Op dit moment voerde Grant een tegenaanval uit met eenheden die net gearriveerd waren uit Clinton. Pembertons soldaten waren niet opgewassen tegen de druk. Hij liet zijn mannen terugvallen op de enige route die nog openlag, namelijk de Raymond Road.
Nu marcheerde Loring wel in de richting van de gevechten weliswaar via een omweg. De brigade van Lloyd Tilghman vormde de achterhoede van het Zuidelijke leger. Veel soldaten lieten het leven waaronder brigadegeneraal Tilghman zelf. In de late namiddag veroverden de Noordelijken Bakers Creek Bridge en tegen middernacht werd Edwards ingenomen. De Zuidelijken trokken zich terug naar een nieuwe defensieve positie bij de Big Black River net voor Vicksburg.

## Gevolgen
Champion Hill was een duidelijke Noordelijke overwinning. Ze verloren 2.457 soldaten. De Zuidelijken hadden 3.840 soldaten verloren waarvan er 2.441 krijgsgevangen gemaakt werden. Bij de Big Black River had Pemberton zijn laatste defensieve linie opgetrokken voor hij zich zou moeten terugplooien op Vicksburg.